# Esslingeni Gépgyár

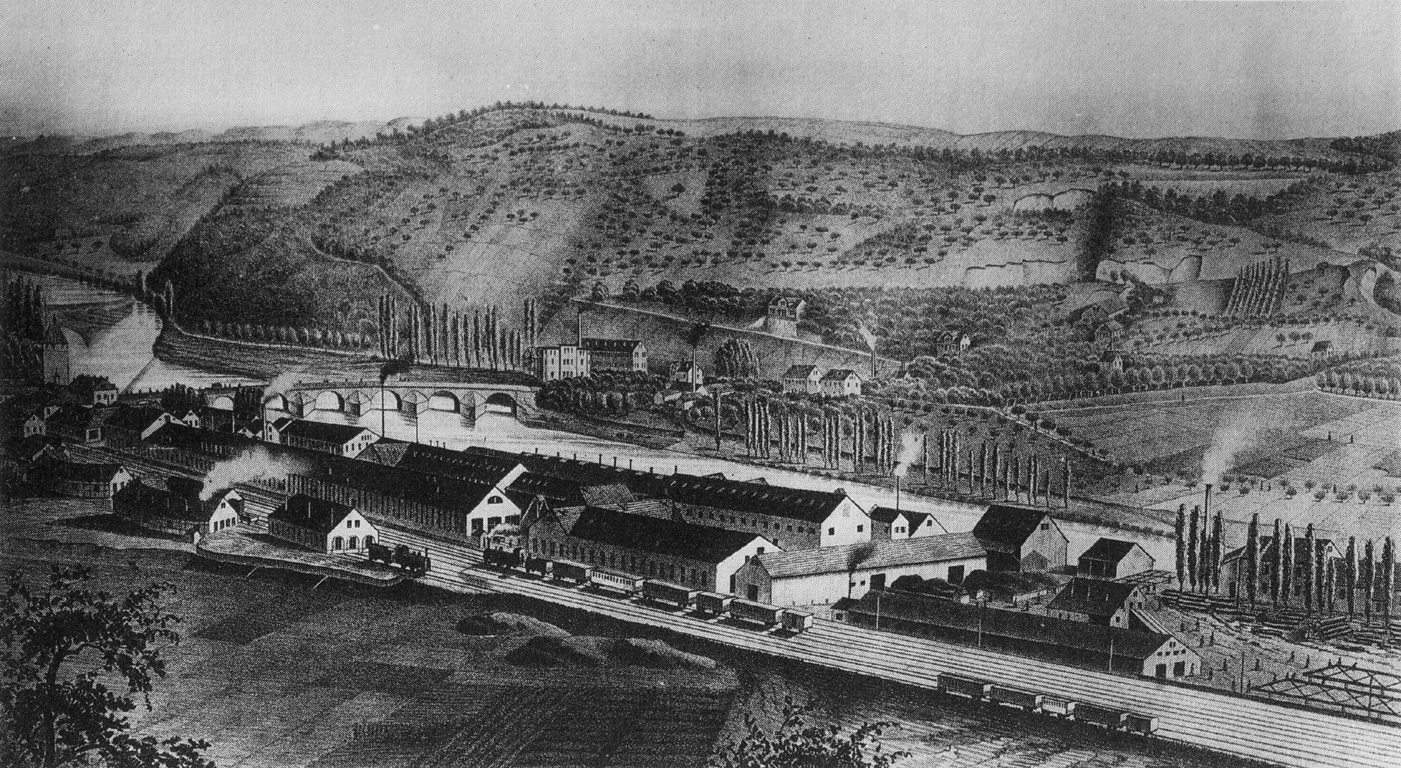
Az Esslingeni Gépgyár gyárépületei a Neckar és a vasútállomás között a 19. században…

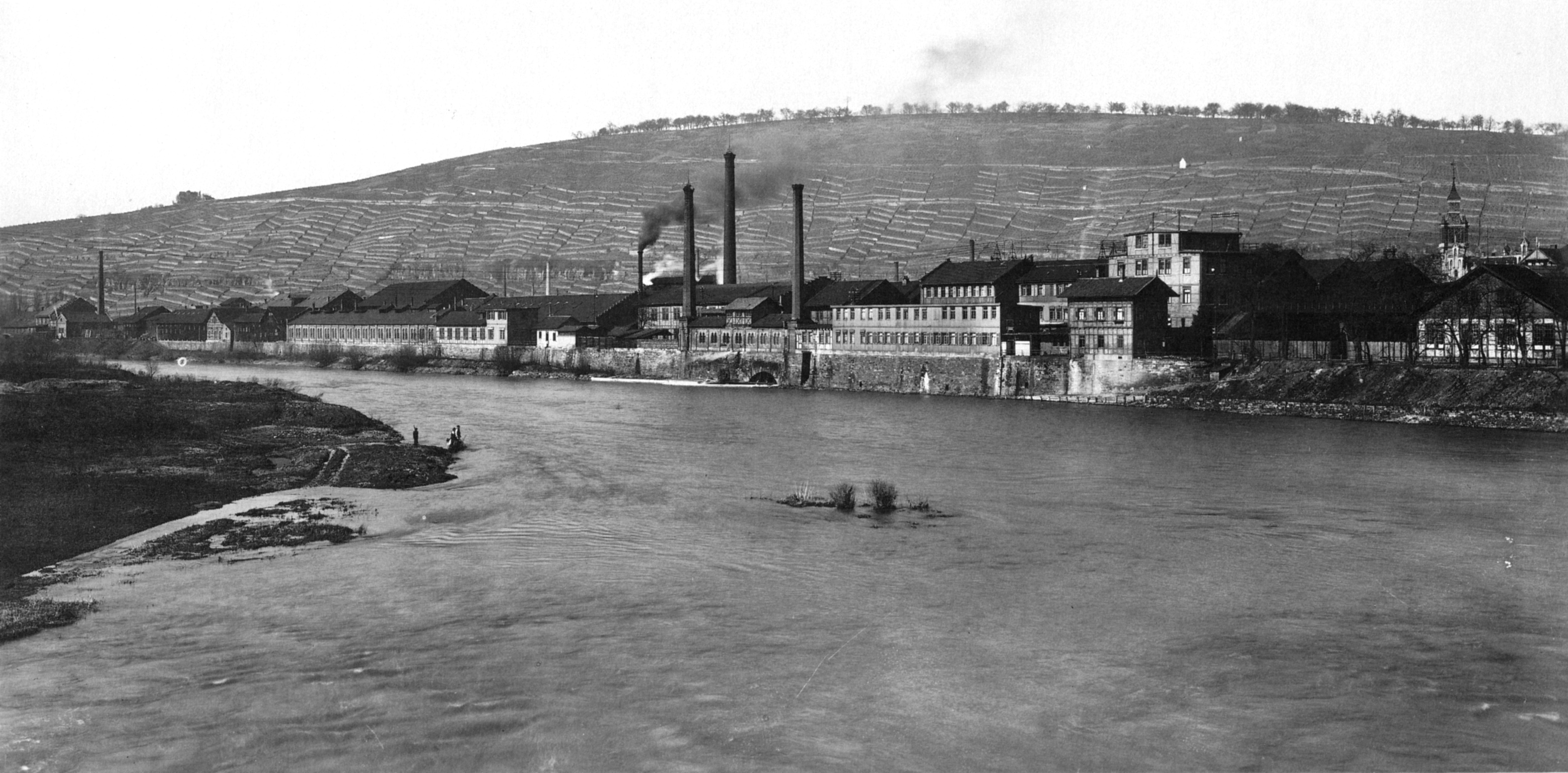
…és 1906-ban

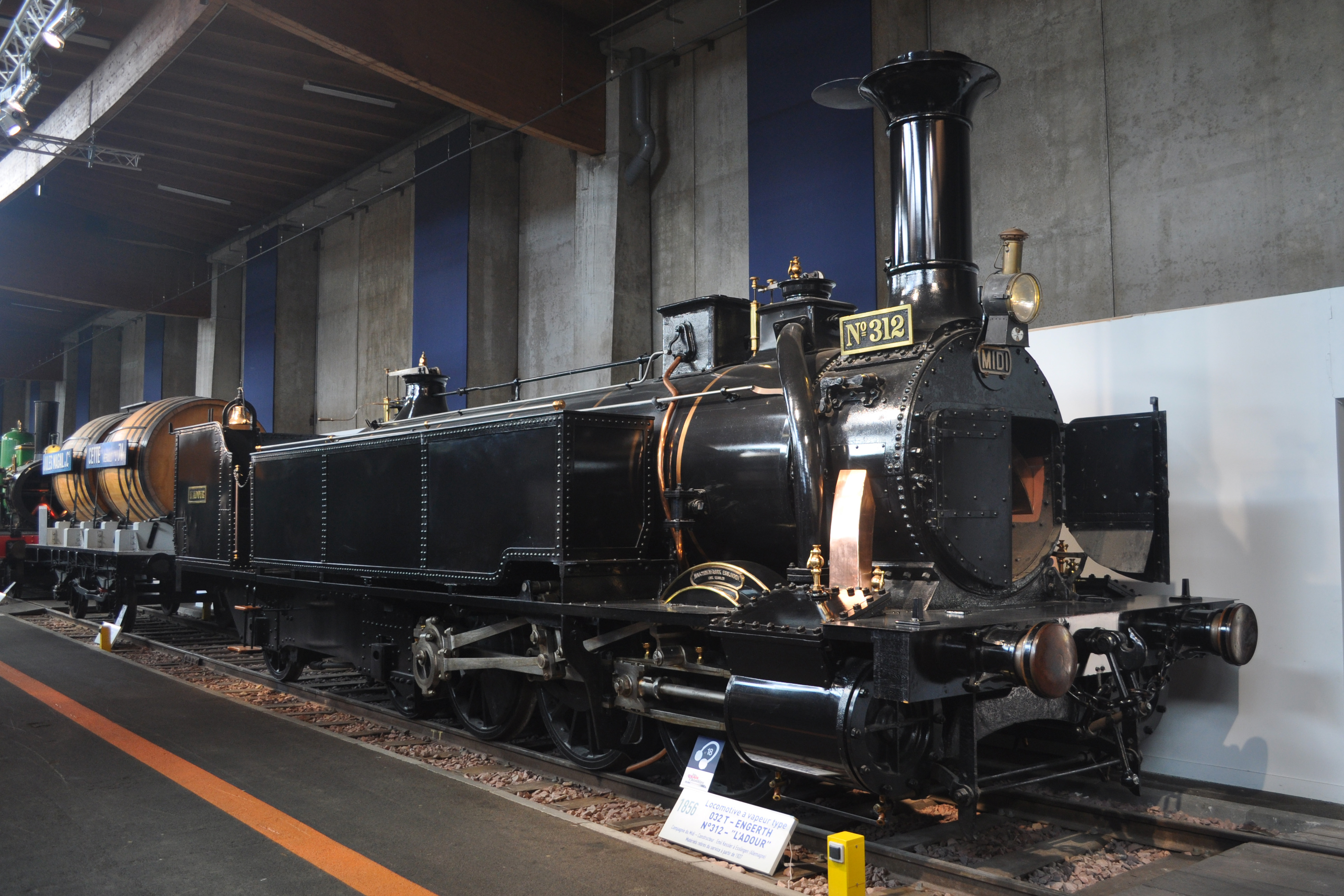
Adományozott 306 sz. Esslingen-mozdony 1856-ból a Cité du train vasúti múzeumban

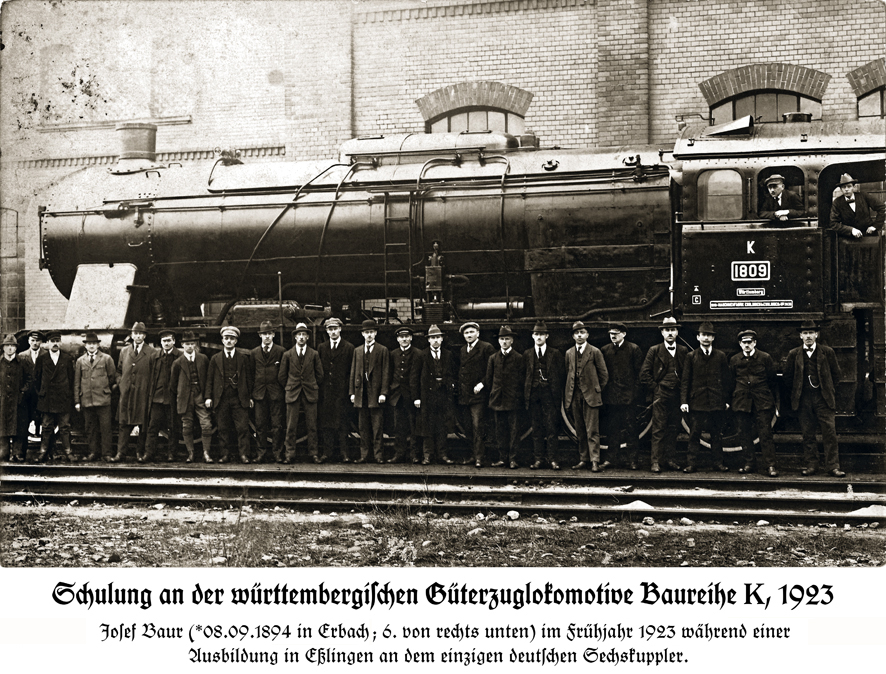
A nagy teljesítményű „Württembergi K”, az egyik legsikeresebb Esslingenben tervezett és épített mozdony

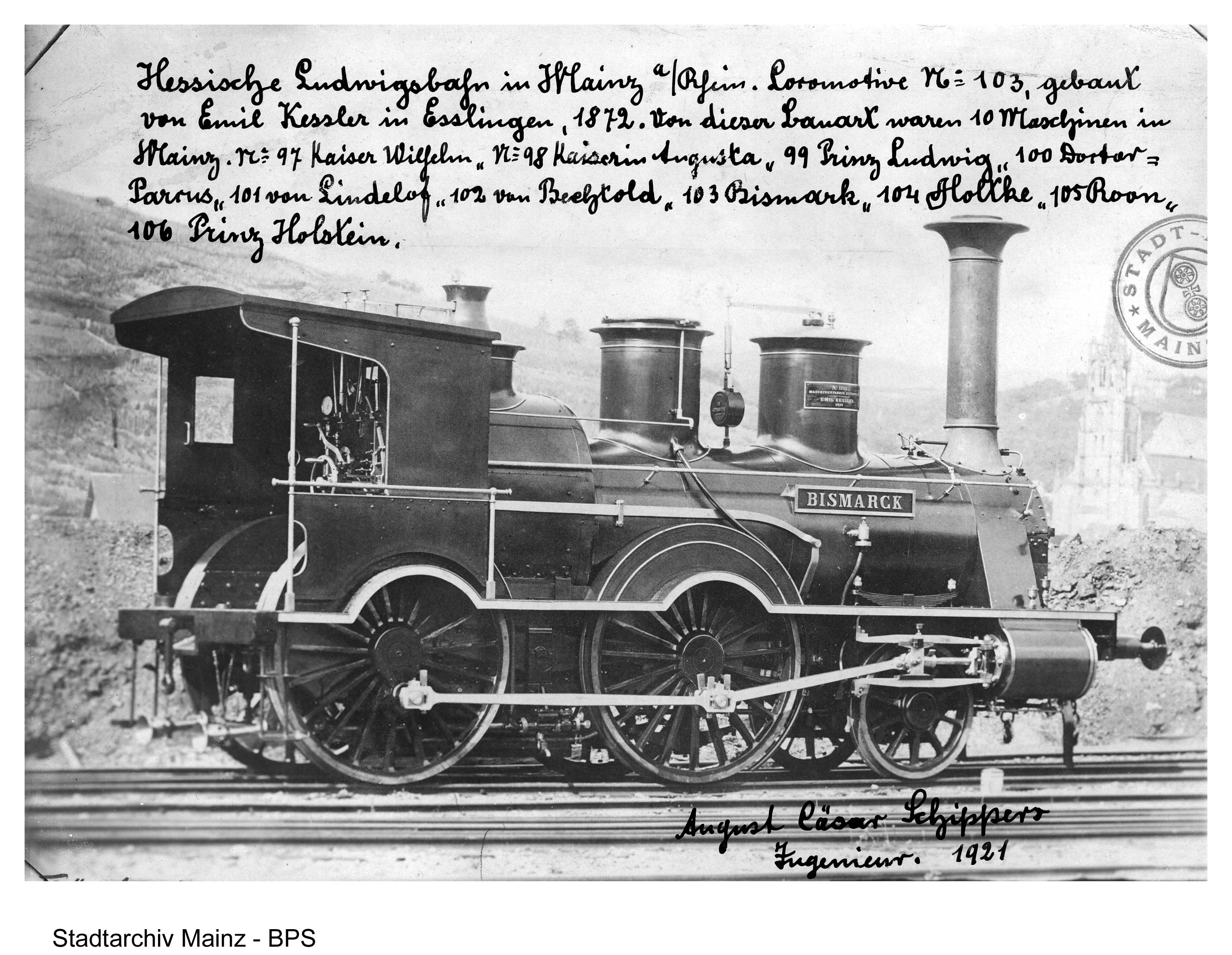
A 103. sz. Bismarck nevű mozdony, a
Hesseni Ludwigsbahntól, Építési év: 1872

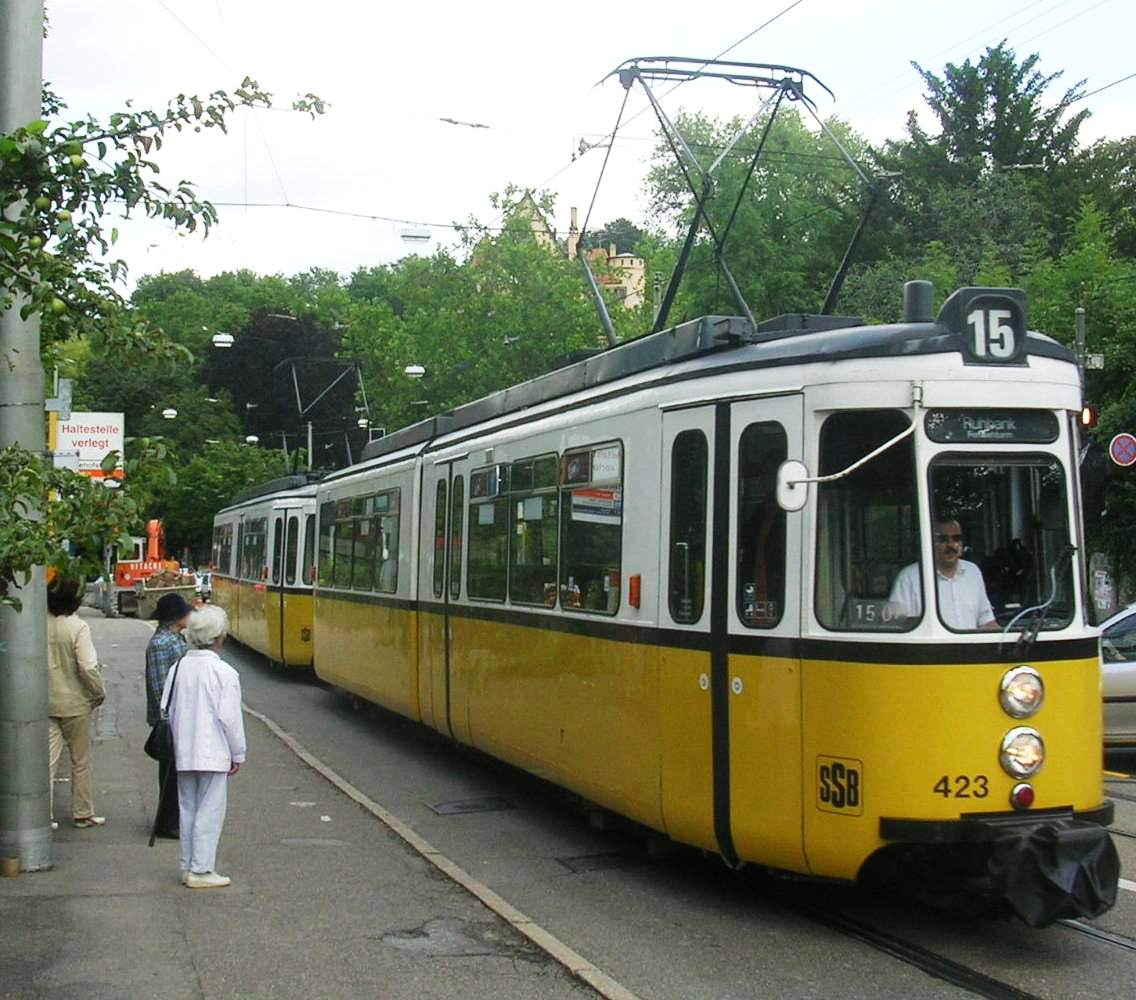
SSB GT4 tip. villamos, gyártásban: 1959–1965 között

Az Izraeli Államvasutak részére gyártott V 60 tip. dízel-tolatómozdony

Az Esslingeni Gépgyár (németül: Maschinenfabrik Esslingen AG (ME), vagy Maschinenfabrik Eßlingen AG) mozdonyokat, motorkocsikat, villamosokat, repülőgép-szállítókat, siklókat, vasúti vagonokat, vasúttechnikai szerkezeteket (forgóváz), hidakat, acél magasépítészeti berendezéseket, szivattyúkat és kazánokat gyártó egykori vállalat.

## Története
A gépgyárat az 1813-ban született Emil Keßler mérnök alapította 1846. március 11-én Stuttgartban a Württembergi Királyság kezdeményezésére, mely a külföldtől független saját vasúti járműgyártás létrehozására irányult. Keßler megfelelő tapasztalatokat szerzett korábban Karlsruhéban a gépgyárban, ahol 1837-től társtulajdonos, majd 1842-től kizárólagos tulajdonos volt.
Az új üzem alapkőletétele 1846. május 4-én volt Esslingen am Neckarban. Egy évvel később 1847 októberében készült el az első mozdony a Württembergi Királyi Államvasutak (Königlich Württembergischen Staats-Eisenbahnen (K.W.St.E.)) részére. A gépgyár szorosan együttműködött a királyság államvasútjával, így szinte valamennyi új fejlesztése itt valósult meg.
Emil Keßler 1867-es halála után az azonos nevű fia, ifjabb Emil Keßler lett az üzem tulajdonosa. 1885-ig vezette a gyárat. Az ezredik mozdony 1870-ben készült el, amely az alapító nevének tiszteletére a  KESSLER nevet kapta.
A cég jó hírnevet szerzett először otthon, majd külföldön is. Több más céget is fölvásárolt (Maschinenfabrik Gebr. Decker & Co. 1881, Maschinen- & Kesselfabrik G. Kuhn 1902), 1887-ben a Costruzioni Meccaniche Saronno (Olaszország) majd 1913-ban új üzemet épített Mettingenben a siker biztosítása érdekében.
Egy kitérőként 1851 és 1858 között ismét beszálltak  a hajóépítésbe Ulmban és  Friedrichshafenben, hogy az 1848 utáni gazdasági válságot legyőzzék. Ennek a tevékenységnek ötven dunai hajó, két Necka-gőzös, két  Boden-tavi gőzös, (a Wilhelm és az Olga) és két Boden-tavi uszály volt az eredménye. Állandó volt a részvétel az acél- és hídépítésben mely a cég működése alatt végig megmaradt.
1907-től ismét egy Keßler állt a Gépgyár élén: Emil Keßler kisebbik fia, Ludwig Keßler. Még a villamosmozdony-gyártásba is beszálltak, 1912-ben szerződést kötöttek a Wendelsteinbahnnal. 1920 után indult egy program akkumulátoros bánya- és ipari mozdonyok gyártására. Ezen kívül építettek belsőégéses motoros járműveket, Köf kismozdonyokat éppúgy, mint esslingeni motorkocsikat.  Szintén Esslingenben készült a stuttgarti városképhez tartozó GT4 villamoskocsi, melyből 1956–1965 között több mint 250 db készült s melyek még 2007 végén is használatban voltak. A stuttgarti sikló járműveit szintén az ME készítette.
A XX. század ’60-as éveikig összesen több ezer gőz- és dízelmozdonyt szállítottak világszerte, köztük több különleges kivitelűt. A fogaskerekű mozdonyok különféle változatainak gyártásával is hírnevet szerzett a gyár magának. Riggenbach, Abt és Strub rendszerű fogaskerekű mozdonyokat készítettek. Az utolsó  gőzmozdony 1966. október 21-én készült el az üzemben, mely egy Indonéziának gyártott fogaskerekű mozdony volt.
Végül a cég a Gutehoffnungshütte leányvállalata lett. 1965-ben a Daimler-Benz AG 71% tulajdonrészt szerzett benne, hogy saját termékei gyártáshoz használja. Az ipari teherautók gyártását 1958-ban a  Still GmbH-nak eladták.  A vasúti járműgyártást ezért megszüntették. A Maschinenfabrik Esslingen AG ma egy ingatlan-és lízing társaság mint a Daimler ingatlan alapkezelő társaság leányvállalata Schönefeld székhellyel.

## Fordítás
- Ez a szócikk részben vagy egészben  a   Maschinenfabrik Esslingen című német Wikipédia-szócikk fordításán alapul.  Az eredeti cikk szerkesztőit annak laptörténete sorolja fel. Ez a jelzés csupán a megfogalmazás eredetét és a szerzői jogokat jelzi, nem szolgál a cikkben szereplő információk forrásmegjelöléseként. - Az eredeti szócikk forrásai szintén itt találhatóak.